# شن وی‌وی
شن وی‌وی (انگلیسی: Shen Weiwei؛ زادهٔ ۳۱ ژوئیهٔ ۱۹۸۰) شمشیرباز زن اهل چین بود. وی در بازی‌های المپیک تابستانی ۲۰۰۴ شرکت کرده‌است.